# Liste italienischer Zeitungen
Die Liste von Zeitungen in Italien stellt eine Übersicht der auflagenstärksten Zeitungen in Italien dar. 
| Zeitung                                 | Reichweite 2008 | Reichweite 2012 |
| --------------------------------------- | --------------- | --------------- |
| La Gazzetta dello Sport                 | 3.706.000       | 4.361.000       |
| la Repubblica                           | 3.069.000       | 3.199.000       |
| Corriere della Sera                     | 2.906.000       | 3.194.000       |
| La Stampa                               | 1.449.000       | 1.980.000       |
| Corriere dello Sport – Stadio           | 1.342.000       | 1.816.000       |
| Metro                                   | 1.934.000       | 1.463.000       |
| Leggo                                   | 2.238.000       | 1.424.000       |
| Il Messaggero                           | 1.313.000       | 1.352.000       |
| il Resto del Carlino                    | 1.179.000       | 1.314.000       |
| Il Sole 24 Ore                          | 1.122.000       | 1.191.000       |
| Tuttosport                              | 0920.000        | 1.107.000       |
| il Mattino                              | 0719.000        | 1.080.000       |
| La Nazione                              | 0862.000        | 0972.000        |
| Il Tirreno                              | 0564.000        | 0717.000        |
| La Gazzetta del Mezzogiorno             | 0549.000        | 0701.000        |
| il Giornale                             | 0654.000        | 0678.000        |
| Il Gazzettino                           | 0656.000        | 0667.000        |
| Il Secolo XIX                           | 0528.000        | 0536.000        |
| Gazzetta del Sud                        | 0454.000        | 0512.000        |
| Il Fatto Quotidiano                     | –               | 0510.000        |
| La Sicilia                              | 0528.000        | 0506.000        |
| La Provincia                            | 0325.000        | 0437.000        |
| L’Unione Sarda                          | 0398.000        | 0433.000        |
| Libero                                  | 0490.000        | 0407.000        |
| Avvenire                                | 0246.000        | 0397.000        |
| Il Giorno                               | 0331.000        | 0395.000        |
| L’Eco di Bergamo                        | 0354.000        | 0383.000        |
| Giornale di Brescia                     | 0387.000        | 0376.000        |
| Giornale di Sicilia                     | 0530.000        | 0370.000        |
| Il Centro                               | 0307.000        | 0348.000        |
| Corriere dell’Umbria                    | 0345.000        | 0344.000        |
| La Nuova Sardegna                       | 0329.000        | 0331.000        |
| Corriere Adriatico                      | 0331.000        | 0326.000        |
| Nuovo Quotidiano di Puglia              | 0251.000        | 0311.000        |
| L’Arena                                 | 0321.000        | 0300.000        |
| Il Giornale di Vicenza                  | 0282.000        | 0265.000        |
| Messaggero Veneto - Giornale del Friuli | 0289.000        | 0257.000        |
| Alto Adige                              | 0269.000        | 0252.000        |
| L’Unità                                 | 0270.000        | 0249.000        |
| l’Adige                                 | 0159.000        | 0214.000        |
| Gazzetta di Parma                       | 0233.000        | 0209.000        |
| Gazzetta di Mantova                     | 0179.000        | 0197.000        |
| La Provincia Pavese                     | 0150.000        | 0194.000        |
| Il Piccolo                              | 0208.000        | 0193.000        |
| Italia Oggi                             | 0148.000        | 0193.000        |
| Il Mattino di Padova                    | 0242.000        | 0190.000        |
| La Provincia                            | 0152.000        | 0187.000        |
| Il Tempo                                | 0168.000        | 0182.000        |
| Libertà                                 | 0269.000        | 0164.000        |
| La Tribuna di Treviso                   | 0149.000        | 0161.000        |
| Gazzetta di Modena                      | 0114.000        | 0150.000        |
| Gazzetta di Reggio                      | 0145.000        | 0135.000        |
| La Nuova Venezia                        | 091.000         | 0128.000        |
| La Nuova Ferrara                        | 0114.000        | 0104.000        |
| Corriere delle Alpi                     | –               | 066.000         |
| City                                    | 1.986.000       | –               |
| E Polis                                 | 0993.000        | –               |

- Reichweite 2008: Audipress[1]
- Reichweite 2012: Audipress[2]